# Baden-Württembergischer Industrie- und Handelskammertag

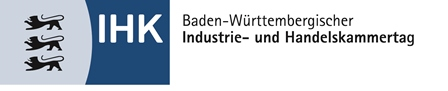
Logo

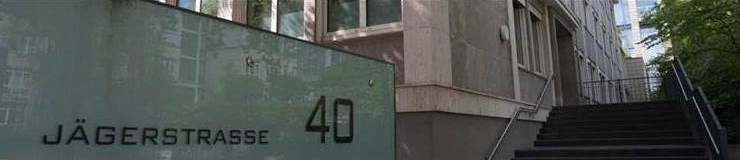
Eingang BWIHK-Gebäude

Der Baden-Württembergische Industrie- und Handelskammertag (kurz: BWIHK) ist eine Vereinigung der zwölf baden-württembergischen Industrie- und Handelskammern (IHK), organisiert als eingetragener Verein (e.V.). In Baden-Württemberg vertreten die zwölf IHKs über den BWIHK die Interessen von über 650.000 Mitgliedsunternehmen. Die Geschäftsstelle befindet sich in Stuttgart. Hauptgeschäftsführer ist Michael Alpert. Jan Stefan Roell ist amtierender Präsident. Auch die Geschäftsstelle der Wirtschaftsjunioren Baden-Württemberg ist beim BWIHK angesiedelt.

## Auftrag und Aufgaben
Der Verein soll die Interessen des IHK-Verbundes und dessen Mitglieder auf Landesebene bündeln. Zu den weiteren Aufgaben zählt die Förderung der Zusammenarbeit und Erfahrungsaustausch mit den Mitgliedskammern. Seine Stimme macht er darüber hinaus im Bund und in Europa sowie gegenüber dem IHK-Dachverband auf Bundesebene in Berlin (DIHK) geltend. In fachlicher Themenbetreuung folgt der BWIHK dem Federführerprinzip. Hier nehmen einzelne IHKs bei bestimmten Sachthemen und in Arbeitsteilung Sprecherfunktion für alle zwölf Industrie- und Handelskammern im Land wahr.
Im Rahmen der BWIHK-Arbeit und seiner Organisationsstruktur werden beispielsweise wirtschaftliche Grundsatzpositionen und Leitlinien für unternehmensorientierte Wirtschaftspolitik erarbeitet, Verhandlungen mit Ministerien und Behörden geführt, Kooperationsprojekte vereinbart und begleitet, Stellungnahmen abgegeben und wirtschaftliche Expertise im Landtag eingebracht, vor allem im Rahmen von Anhörungen.

## Gremien
Der Vorstand hat die Leitung des BWIHK inne. Dabei handelt er nach den Richtlinien und Beschlüssen der Mitgliederversammlung. Der BWIHK wird im Außenverhältnis durch den Präsidenten vertreten, im Verhinderungsfall durch einen der drei Vizepräsidenten oder Vizepräsidentinnen. Die Wahl der Vorstandsmitglieder erfolgt satzungsgemäß alle zwei Jahre im Rahmen der Mitgliederversammlung. Eine Wiederwahl ist möglich, und zwar zweimalig für Stellvertretende und das Amt des Präsidenten. 
Mindestens zwei Mal im Jahr finden Mitgliederversammlungen statt. In diesem höchsten Gremium des BWIHK werden wirtschaftsrelevante Themen diskutiert, gemeinsame Positionen erarbeitet und Leitlinien abgestimmt, die vom BWIHK nach außen vertreten und verfolgt werden. Mitglieder sind alle zwölf baden-württembergischen Industrie- und Handelskammern, vertreten durch Präsident und Hauptgeschäftsführung.
Die HGF-Konferenz ist ein essentielles Entscheidungsgremium des BWIHK, in dem alle zwölf hauptamtlichen IHK-Hauptgeschäftsführerinnen und -Hauptgeschäftsführer vertreten sind. Sie tritt mehrmals jährlich zusammen, um zentrale Themen rund um das IHK-Wesen, relevante Entwicklungen für die gewerbliche Wirtschaft, politische Entscheidungen und übergreifende Federführungsangelegenheiten zu beraten.

## Federführerprinzip
Die fachliche Arbeit verteilt sich auf 17 Fachbereiche nach dem Federführerprinzip. Somit nehmen einzelne IHKs bei bestimmten Sachthemen Sprecherfunktion für alle zwölf Industrie- und Handelskammern im Land wahr, führen die jeweiligen Arbeitskreise und bringen Fachexpertise in die politische Arbeit und Diskussion ein. In Zusammenarbeit und Abstimmung mit der Geschäftsführung des BWIHK sorgen sie so für eine interne Meinungsbildung. Mit dieser Arbeitsteilung werden Verhandlungen u. a. mit Ministerien, Behörden, Dienststellen und anderen Organisationen durchgeführt und beispielsweise auch Stellungnahmen erarbeitet.

## Besondere Projekte
Auf Landesebene werden ein- oder mehrjährige Projekte zur Förderung der Wirtschaft im Land von den insgesamt 17 BWIHK-Federführungen umgesetzt. Darüber hinaus ist im BWIHK die Leitstelle für die Ausbildungsbotschafter und die Koordination der Initiative Go.for.europe angesiedelt.  

## Präsidenten
An der Spitze des BWIHK standen seit der Gründung als eingetragener Verein folgende Präsidenten:
- 1999–2000: Hans Peter Stihl, IHK Region Stuttgart
- 2000–2006: Till Casper, IHK Nordschwarzwald
- 2006–2010: Bernd Bechtold, IHK Karlsruhe
- 2010–2016: Peter Kulitz, IHK Ulm
- 2016–2022: Wolfgang Grenke, IHK Karlsruhe[19]
- 2022–2024: Christian O. Erbe, IHK Reutlingen
- seit 2024: Jan Stefan Roell, IHK Ulm

## Geschichte
Vorläufer sind die Kammervereinigungen, welche 1946 in Württemberg-Baden, Württemberg-Hohenzollern und Südbaden ihre Tätigkeit parallel aufgenommen hatten. Im Zuge der Gründung Baden-Württembergs im Jahr 1953 erfolgte der Zusammenschluss zur Arbeitsgemeinschaft der Industrie- und Handelskammern. Diesem folgte die Wiedereinsetzung der IHK Stuttgart in ihre alte Vorkriegsposition als Vorortkammer, die sie bereits für Württemberg (Württ. Industrie- und Handelskammertag) von 1924 bis 1936 innehatte. Die IHK Stuttgart hatte sowohl die Geschäftsführung der Arbeitsgemeinschaft als auch weitgehend die Federführung für die Sachgebiete übernommen. Ihr amtierender Präsident war zugleich Präsident der Arbeitsgemeinschaft. Kritik an diesem Organisationsmodell führte 1996 zur organisatorischen und personellen Trennung von der Stuttgarter Kammer, mit der Einrichtung einer eigenen Geschäftsstelle. Die Betreuung aller fachlichen Themengebiete erfolgt seitdem nach dem Federführungsprinzip durch alle zwölf Industrie- und Handelskammern. 1997 wurde die Arbeitsgemeinschaft in Baden-Württembergischer Industrie- und Handelskammertag (kurz: BWIHK-Tag) umbenannt. 1999 erlangte der BWIHK-Tag die rechtliche Eigenständigkeit durch die Eintragung ins Vereinsregister und trägt seitdem das Kürzel BWIHK e.V.